# Castelo Branco
Castelo Branco (portugisiskt uttal: [kɐʃˈtɛlu ˈβɾɐ̃ku]
 ( lyssna)) är en stad  i mellersta Portugal, belägen nära gränsen till Spanien. Staden är huvudorten i kommunen Castelo Branco och residensstad i distriktet Castelo Branco. 

Kommunen har 56 109 invånare (2020) och är indelad i 19 freguesias:

- Alcains
- Almaceda
- Benquerenças
- Castelo Branco
- Cebolais de Cima e Retaxo
- Escalos de Baixo e Mata
- Escalos de Cima e Lousa
- Freixial e Juncal do Campo
- Lardosa
- Louriçal do Campo
- Malpica do Tejo
- Monforte da Beira
- Ninho do Açor e Sobral do Campo
- Póvoa de Rio de Moinhos e Cafede
- Salgueiro do Campo
- Santo André das Tojeiras
- São Vicente da Beira
- Sarzedas
- Tinalhas

## Etymologi
Ortnamnet Castelo Branco kommer från latinets castellum blancum ("vit borg").